# Bathydrilus adriaticus
Bathydrilus adriaticus är en ringmaskart som först beskrevs av Hrabe 1971.  Bathydrilus adriaticus ingår i släktet Bathydrilus och familjen glattmaskar. Arten är reproducerande i Sverige.

## Underarter
Arten delas in i följande underarter:
- B. a. trisetosus
- B. a. caraibicus